# ジョン・ディッカーソン
ジョン・フレデリック・ディッカーソン（英語: John Frederick Dickerson、1968年7月6日 - ）は、アメリカのジャーナリストであり、CBSニュースの記者。現在は、2025年1月27日よりモーリス・デュボアと共に『CBSイブニングニュース』の共同アンカーを務めている。これまでに出演した役職には、『60ミニッツ』やCBSニュースの選挙特別番組などがある。最近では、ノラ・オドネルとゲイル・キングと共に『CBSディス・モーニング』の共同ホストを務め、CBSニュース24/7の『ザ・デイリー・リポート・ウィズ・ジョン・ディッカーソン（The Daily Report with John Dickerson）』のアンカーを務めた。2019年夏にノラ・オドネルが引き継ぐまで、『CBSイブニングニュース』の暫定アンカーを務めていた。かつて、『フェイス・ザ・ネイション』のホスト、CBSニュースの政治担当ディレクター、ワシントン支局長、及び「スレート」誌の政治コラムニストを務めていた。「スレート」に入社する前、12年間「タイム」誌で政治を担当し、最後の4年間はホワイトハウス担当記者を務めた。また、『CBSモーニングス』『CBSイブニングニュース』『フェイス・ザ・ネイション』の代役や代理アンカーも務めている。

## 幼少期
ワシントンD.C.出身のジョン・ディッカーソンは、クロード・ワイアット・ディッカーソン（Claude Wyatt Dickerson）とジャーナリストのナンシー・ディッカーソン（旧姓ハンシュマン（Hanschman）、後にホワイトヘッド（Whitehead））の息子である。3人の姉妹と1人の兄弟がいる。バージニア州マクリーンの、ポトマック川を見下ろす緑豊かな断崖の上にあるジョージアン様式の邸宅、メリーウッドで育つ。
1987年にシドウェル・フレンズ・スクールを卒業。高校時代には当時バージニア州の上院議員であったジョン・ウォーナーの事務所でインターンシップを経験した。バージニア大学で優秀な成績で英語の学位を取得している。

## キャリア
ディッカーソンの著書「On Her Trail: My Mother, Nancy Dickerson, TV News' First Woman Star」は、テレビニュースの先駆者であった亡き母親ナンシー・ディッカーソン・ホワイトヘッドとの関係について書かれたもので、2006年にサイモン&シュスターから出版された。「ワシントン・ポスト」紙の書評で、記者のエルサ・ウォルシュはこの本を「魅惑的な」本と評した。
「スレート」に入社する前、12年間「タイム」誌で政治を担当し、最後の4年間はホワイトハウス担当記者を務めた。
2009年にCBSニュースの『フェイス・ザ・ネイション』ホストを3回務め、2011年11月に政治担当ディレクターに任命された。毎週水曜日にはエア・アメリカ・ラジオの『アル・フランケン・ショー』に2007年の放送終了まで出演し、NPRの『デイ・トゥ・デイ』にも頻繁にゲスト出演していた。また、PBSの『ワシントン・ウィーク』や、デイビッド・プロッツとエミリー・バゼロンが毎週出演するポッドキャスト『スレート・ポリティカル・ギャブフェスト』に出演している。ディッカーソンは大統領の歴史に関する「スレート」のポッドキャスト『ホイッスルストップ（Whistlestop）』のホストでもある。
2015年6月7日に『フェイス・ザ・ネイション』のホストに就任し、2018年1月21日に退任するまで2年半務めた。その後まもなく、『CBSディス・モーニング』の新共同アンカーに任命された。
最近は、「The Hardest Job in the World: The American Presidency」の著者である。『パブリッシャーズ・ウィークリー』誌は「アメリカ大統領職の進化を公平かつ洞察力に富んだ視点で描いたもの」と評した。また、2016年8月2日にアシェット・ブック・グループの出版物である「Twelve」から出版された「Whistlestop: My Favorite Stories from Presidential Campaign History」の著者でもある。
2018年11月、同年の中間選挙中にカーン・アカデミーにいくつかの教育ビデオを寄稿した。
2019年5月10日、CBSニュース社長のスーザン・ジリンスキーは、当時アンカーだったジェフ・グロールが『CBSイブニングニュース』を退任した後、ディッカーソンが1週間（2019年5月13日の週）代役を務めると発表した。同年7月15日に、同番組アンカーはグロールからノラ・オドネルに交代した。ジリンスキーによると、CBSニュースはオドネルが引き継ぐまで、複数のアンカーを交代で放送に起用するという。2020年9月6日、『フェイス・ザ・ネイション』でマーガレット・ブレナンの代役を務めた。
2024年8月1日、CBSはオドネルに代わり、ディッカーソンとモーリス・デュボアを『CBSイブニングニュース』の新アンカーに任命した。
2024年10月15日、CBSニュース24/7の『ザ・デイリー・リポート』ホストを同日夜が最後とし、リンジー・ライザー（Lindsey Reiser）に交代すると発表した。

## CIAリーク事件
ディッカーソンは、2003年7月17日付の「タイム」誌の記事「A War on Wilson?（ウィルソンに対する戦争?）」を共同執筆しており、その中でヴァレリー・プレイムのCIA身元情報の漏洩はブッシュ政権高官によるものだとしている。ディッカーソンは2006年2月に「スレート」誌に寄稿した記事「Where's MySubpoena?（私の召喚状はどこ?）」の中で、パトリック・フィッツジェラルドがドラマでの「端役」について自分を大陪審の証人として呼ばなかった理由について推測した。
2007年1月29日、スクーター・リビーの裁判中、免責協定に基づいて証言した元ホワイトハウス報道官のアリ・フライシャーは、コラムニストのロバート・ノヴァックがウィルソンの妻の名前を公表する3日前の2003年7月11日、大統領のニジェール訪問中にウィルソンの妻がCIAで勤務していたことを暴露した2人の記者（もう1人はNBCのデイビッド・グレゴリー）の1人としてディッカーソンの名前を挙げた。もう一人の記者、「ニューズウィーク」のタマラ・リッパー（Tamara Lipper）はプレイムについて話す前に立ち去ったと伝えられている。ディッカーソンはフライシャーの説明に異議を唱え、フライシャーはウィルソンを送り込んだ人物を調べるよう彼に促したが、プレイムの名前やCIAの身元については言及しなかったと主張している。ディッカーソンは、この件に関する2度目の公判で、7月午後の自身のメールからこれまで未公開だった抜粋を公開し、「ホワイトハウス関係者は裏でウィルソンを軽蔑していた。彼らは、ウィルソンがホワイトハウスの下級職員によってこの任務に派遣されたと示唆していた」と、自身の証言を裏付けるものだと主張した。リッパーもグレゴリーも、フライシャーが彼らに何を言ったかについては公にコメントしていない。
2007年1月31日、元「タイム」誌記者のマシュー・クーパーは、ディッカーソンのアフリカの情報源が「A War on Wilson?」という記事に情報を提供したと証言した。ディッカーソンはアフリカ滞在中、アリ・フライシャーに加え、ホワイトハウス広報部長のダン・バートレットとも会談した。

## スタイル
「ワシントン・ポスト」紙はかつて、ディッカーソンの質問スタイルについて、「この分野の達人は『タイム』誌のジョン・ディッカーソンだ。彼はブッシュ大統領の台本を何度も破ったため、同僚たちは、巧妙な言葉遣いで一見無害だが鋭い質問を『ディッカーソン的（Dickersonian）』と名付けたほどだ」と書いている。
ディッカーソン（2004年4月13日の記者会見にて）: 前回の選挙運動で、人生で犯した最大の過ちについて質問されました。「サミー・ソーサをトレードしたことが最大の過ちだった」とよく冗談を言っていましたね。あなたは9.11以前を振り返り、どんな過ちを犯していたのかを考えていますね。9.11以降、最大の過ちは何だったと思いますか?そして、そこからどんな教訓を学びましたか?

ジョージ・W・ブッシュ大統領（当時）: 事前にこの質問を書いてもらって、計画を立てておけばよかったのに。
2008年2月29日、上院議員のヒラリー・クリントンは対立候補の上院議員バラク・オバマが大統領になる準備ができていないことを示唆する「赤い電話（red phone）」のテレビ広告を放映した。2008年にクリントン陣営のスタッフと電話会議を行った際、ディッカーソンは「ヒラリー氏の外交政策のキャリアの中で、危機によって試練を受けた場面は何かありますか?」と質問した。「ザ・ホットライン」によると、この質問は「意味深な沈黙」を引き起こし、「普段は饒舌なマーク・ペン、ハワード・ウルフソン、そしてクリントン政権の国家安全保障担当長官リー・ファインスタインのチームが、納得のいく答えを見つけるのにかかった時間でセーターを編めるほどだった」という。